# Haute École de Namur-Liège-Luxembourg
De Haute École de Namur-Liège-Luxembourg (Henallux) is een Belgische hogeschool ontstaan op 15 september 2011 als fusie van meerdere andere Franstalige hogescholen met vestigingen in de provincies Luik, Luxemburg en Namen. Gecombineerd heeft de hogeschool meer dan 5800 studenten, 600 docenten en 200 leden van het administratief personeel.
De hogeschool heeft campussen in de volgende steden: Aarlen, Bastenaken, Seraing, Virton, Namen, Malonne, Champion en Marche-en-Famenne.
Ze biedt verschillende bacheloropleidingen naast de masteropleidingen Master Industrieel Ingenieur, een master in engineering en sociale actie en een Master in architectuur van computersystemen.